# Frank Macfarlane Burnet
Sir Frank Macfarlane Burnet, OM, AK, KBE, avstralski zdravnik, virolog in akademik, nobelovec, * 3. september 1899, Traralgon, Viktorija, Avstralija, † 31. avgust 1985, Port Fairy, Viktorija.
Za svoja odkritja na področju razmnoževanje virusov in njihove interakcije z imunskim sistemom je leta  1960 skupaj s Petrom Medawarjem prejel Nobelovo nagrado za fiziologijo ali medicino.